# فرزندان ایلوواتار
فرزندان ایلوواتار یا هینی ایلوواتار یا اروهینی نامی است که در رشته افسانه‌های جی. آر. آر. تالکین به دو نژاد از الف‌ها و انسان‌ها داده شده‌است چون آن‌ها مخلوق ارو ایلوواتار، خدای یگانه بوده‌اند، بدون اینکه کمکی از سوی آینور دریافت شود.
الف‌ها در زبان کوئنیا (زبان الف‌ها) به مینونار یا نخستین زاده شدگان یا فرزند نخست خوانده می‌شوند و انسان‌ها با نام آپانونار یا آنها که بعدها زاده شدند خوانده می‌شوند. چون الف‌ها نخستین فرزندان ایلوواتار بودند که در سرزمین میانی برانگیخته شدند در حالی که انسان‌ها قرار نبود پس از الف‌ها بیایند مگر تا سال‌ها بعد در آغاز دورهٔ نخست.

## واژه‌شناسی
اروهینی در زبان کوئنیا از دو بخش تشکیل شده است، از ارو به معنی یگانه (نامی برای ارو ایلوواتار) و هین به معنی فرزند.